# Пуэнте-Насьональ (Веракрус)
Пуэ́нте-Насьона́ль (исп. Puente Nacional, «Национальный мост») — город и муниципалитет в Мексике, входит в штат Веракрус. Население 20 151 человек (на 2000 год).

## История

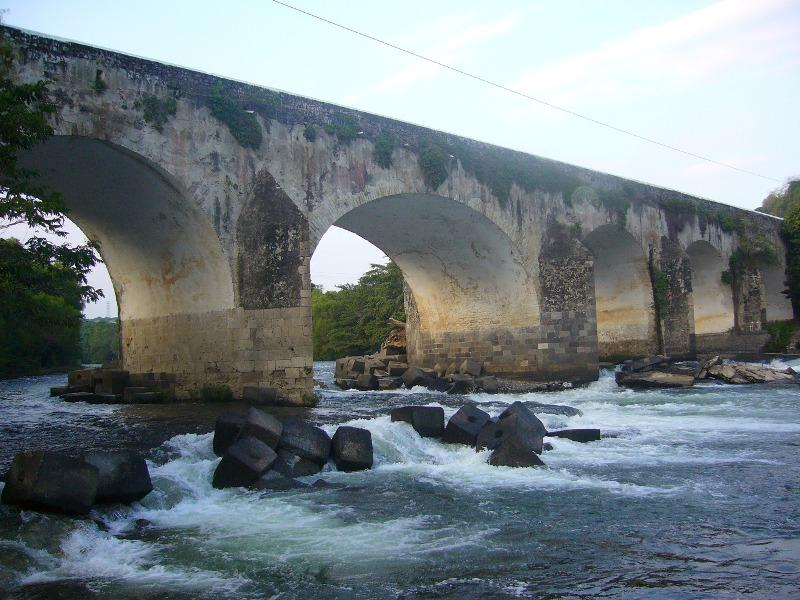
«Национальный мост», Пуэнте-Насьональ

Основан в 1941 году. Город был назван в честь старого Национального моста, расположенного к югу от города.  Мост был построен через реку Антигуа испанцами в 1806 году и первоначально назывался Королевским мостом (Puente del Rey), так как был расположен на дороге, соединяющей города Веракрус и Мехико, и называвшейся Королевским путём (Camino del Rey).  Впоследствии, дорога была переименована в Национальную, а за ней был переименован и мост — в Национальный мост (Puente Nacional, «Пуэнте-Насьональ»).